# هنتلي مونتغمري
هنتلي مونتغمري (بالإنجليزية: Huntley Montgomery)‏ مواليد 2 أكتوبر 1978، هو لاعب كرة مضرب أمريكي سابق وكان يلعب باليد اليمنى. أعلى تصنيف له في الفردي كان المركز الـ 383 في سنة 2003. أعلى تصنيف له في الزوجي كان المركز الـ 98 في سنة 2005.

## النهائيات

### الزوجي: (9)
| الرقم | السنة | الدورة                   | الأرضية | الشريك       | المنافس في النهائي              | النتيجة في النهائي |
| ----- | ----- | ------------------------ | ------- | ------------ | ------------------------------- | ------------------ |
| 1.    | 2002  | واكو، الولايات المتحدة   | صلبة    | ريان ساشير   | ديجو يالا جاسون مارشول          | 4-6, 6-2, 7-6(5)   |
| 2.    | 2002  | فريسنو، الولايات المتحدة | صلبة    | تريب فيليبس  | اجناسيو هيراغويين دانييل ميلو   | 6-4, 6-3           |
| 3.    | 2003  | مكسيكو سيتي، المكسيك     | صلبة    | أندرز بدروسو | برونو إيشاجاراي جان جوليان روجر | 6-7(3), 7-5, 6-4   |